# Channahon
Channahon är en ort (village) i Grundy County, och  Will County, i delstaten Illinois, USA. Enligt United States Census Bureau har orten en folkmängd på 12 619 invånare (2011) och en landarea på 38,8 km².

## Historia

Illinois and Michigan Canal, Slusshuset och sluss Nr 6, Channahon, Will County

Namnet Channahon betyder Platsen där vattnet möts på Potawatomi-språket, som talades av de indianer som levde på denna del av Illinoisterritoriet och nybyggare tog mark i besittning. Ett nybyggarsamhälle byggdes där floderna De Plaines och Kankakee möts och bildar Illinoisfloden, som strömmar åt sydväst. 
År 1836 började man bygga Illinois och Michigan kanalen, för att skapa en vattenväg mellan Michigansjön och Mississippifloden. En av slussarna skulle byggas nära sammanflödet av floderna och Channahon blev ett nybyggarsamhälle. Kanalen blev viktig för transporter inom Illinois tills järnvägen Santa Fe invigdes 1859. Channahon stagnerade i utveckling och hade inte mer än 260 invånare år vid sekelskiftet 1800/1900.
År 1970 hade Channahon vuxit till 1 500 invånare, då Mobil oil byggde ett rafinaderi i Channahon kommun.

## Delstatsparken
På 1900-talet hade kanalen förlorat sin betydelse som transportled och långa sträckor fylldes igen. År 1971 inrättades en delstatspark omkring Channahon för att bevara byggnadsminnen runt kanalen. 
Omkring byggnadsminnet ligger Channahons Central. På sommaren finns aktiviteter för alla åldrar och en festival.